# 7월 28일
7월 28일은 그레고리력으로 209번째(윤년일 경우 210번째) 날에 해당한다.

## 사건
- 1354년 - 카시나 전투: 피렌체 공화국이 아르노 강변의 카시나에서 치른 피사 공화국 군대와의 전투에서 대승을 거두었다.
- 1392년 - 조선 태조가 즉위 교서를 발표하였다.[1]
- 1540년 - 토머스 크롬웰이 헨리 8세의 명령에 따라 런던탑에서 처형되었다.
- 1794년 - 막시밀리앵 드 로베스피에르를 위시한 산악파들이 테르미도르 반동으로 축출되어 단두대로 처형됨.
- 1821년 - 페루가 독립을 선언했다.
- 1914년 - 제1차 세계 대전의 발발: 오스트리아-헝가리가 세르비아에 선전 포고
- 1922년 - 아일랜드 내전이 시작됐다.
- 1942년 - 제2차 세계 대전: 소련의 지도자 이오시프 스탈린은 명령 제227호를 공표했다. 독일의 끝없는 진전에 대응하여, 퇴각하거나 명령 없이 제자리를 지키지 않은 모든 사람들은 군법원에서 재판을 받게 됐는데, 이는 징벌대대에서의 의무, 굴라그에서의 수감, 또는 사형에 이르기까지 다양하다.
- 1946년 - 북조선노동당이 결성되고, 김일성이 위원장으로 취임.
- 1961년 - 5·16 군사정변으로 정권을 장악한 혁명정부가 혁명재판을 개정.
- 1976년 - 중국에 탕산 지진일어남. 사망자 24만 4천명의 강진.
- 1993년 - 안도라, 유엔 가입.
- 2011년 - 아시아나항공 991편 추락 사고 발생.
- 2016년 - 대한민국 정부 주도의 위안부 피해 지원 재단 화해·치유재단 출범.
- 2024년 - EBS 장학퀴즈가 51년 만에 종영되었다.

## 문화
- 1923년 - 경성도서관 신축건물이 낙성개관.
- 1998년 - SBS프로덕션 영재 유아율동 팡파레 재롱놀이가 출시되다.

## 탄생
- 1804년 - 독일의 철학자 루트비히 포이어바흐. (~1872년)
- 1887년 - 프랑스의 예술가 마르셀 뒤샹. (~1968년)
- 1908년 - 대한민국의 기업인 이원영. (~?)
- 1915년 - 미국의 물리학자 찰스 하드 타운스. (~2015년)
- 1923년 - 일본의 정치인 와타나베 미치오. (~1995년)
- 1925년 - 아르헨티나의 축구 선수, 축구 감독 후안 알베르토 스치아피노. (~2002년)
- 1929년 - 미국의 존 F. 케네디의 부인 재클린 케네디 오나시스. (~1994년)
- 1934년 - 일본의 야구인 고야마 마사아키. (~2025년)
- 1935년 - 일본의 작가 도미오카 다에코. (~2023년)
- 1937년
  - 대한민국의 배우 박병호.
  - 대한민국의 농민운동가, 민주화 운동가, 국회의원 서경원.
- 1938년
  - 대한민국의 교육 행정가 이기준.
  - 스페인의 전 축구 선수, 현 축구 감독 루이스 아라고네스. (~2014년)
  - 페루의 제 45대 대통령, 알베르토 후지모리. (~2024년)
- 1939년 - 미국의 배우 찰스 사이퍼스. (~2024년)
- 1941년 - 대한민국의 음향 연출가 김벌래. (~2018년)
- 1944년 - 일본의 배우 와타세 츠네히코. (~2017년)
- 1945년 - 대한민국의 배우 유병준.
- 1946년
  - 대한민국의 배우 김흥기. (~2009년)
  - 대한민국의 가수 이승재.
- 1948년
  - 일본의 음악가, 음반프로듀서 오타키 에이이치. (~2013년)
  - 네덜란드의 축구 선수 뤼트 헤일스. (~2023년)
- 1949년 - 미국의 야구 선수 바이다 블루. (~2023년)
- 1950년 - 대한민국의 방송인 임성훈.
- 1952년 - 태국의 국왕 라마 10세.
- 1954년
  - 독일의 수학자 게르트 팔팅스.
  - 베네수엘라의 대통령 우고 차베스. (~2013년)
- 1956년 - 대한민국의 배우 원종례.
- 1958년 - 캐나다의 스포츠 선수 테리 폭스. (~1981년)
- 1959년
  - 대한민국의 작가, 언론인, 정치인 유시민.
  - 대한민국의 사격 선수 차영철.
  - 미국의 정치인 마크 메도스.
- 1961년 - 벨라루스의 역도 선수 알렉산드르 쿠를로비치. (~2018년)
- 1962년 - 대한민국의 엔카·트로트 가수 계은숙.
- 1963년 - 대한민국의 배우 김민수.
- 1964년
  - 불가리아의 권투 선수 알렉산더르 흐리스토프.
  - 일본의 성우 마도노 미츠아키.
- 1966년
  - 스페인의 전 축구 선수 미겔 앙헬 나달.
  - 일본의 가수 스가 시카오.
  - 대한민국의 성우 변종필.
- 1967년
  - 대한민국의 전 축구 선수 김수현.
  - 대한민국의 정치인 황희.
- 1969년
  - 미국의 사업가 데이나 화이트.
  - 남아프리카 공화국의 이종격투기 선수 마이크 베르나르도. (~2012년)
- 1970년 - 대한민국의 배우 김관기.
- 1971년 - 이라크의 이슬람 국가 아부 바크르 알바그다디. (~2019년)
- 1972년 - 대한민국의 배우 염정아.
- 1973년
  - 대한민국의 야구 선수 박찬호.
  - 일본의 성우 잇시키 히카루.
- 1974년
  - 대한민국의 가수 윤여규.
  - 그리스의 정치인 알렉시스 치프라스.
- 1975년 - 대한민국의 희극인 김기수.
- 1977년
  - 대한민국의 가수 박기영.
  - 대한민국의 성우 유지원.
- 1978년
  - 대한민국의 가수 박지헌 (V.O.S).
  - 대한민국의 배우 김나연.
- 1979년 - 대한민국의 가수 이민우 (신화).
- 1980년
  - 대한민국의 배우 기세형.
  - 일본의 작곡가 카토 타츠야.
- 1981년
  - 대한민국의 모델, 배우 조인성.
  - 대한민국의 희극인 김시덕.
  - 영국의 축구 선수 마이클 캐릭.
  - 대한민국의 축구 선수 이동준.
- 1982년
  - 미국의 종합격투기 선수 케인 벨라스케스.
  - 일본의 야구 선수 가메이 요시유키.
- 1983년
  - 베네수엘라의 정치인, 공학자 후안 과이도.
  - 대한민국의 모델 이현이.
- 1984년
  - 대한민국의 야구 선수 윤규진.
  - 대한민국의 가수 최상.
- 1985년
  - 대한민국의 전 축구 선수 한송이.
  - 러시아의 체조 선수 안톤 골로추츠코프.
  - 프랑스의 축구 선수 마티외 드뷔시.
- 1986년 - 미국의 야구 선수 다린 러프.
- 1987년
  - 대한민국의 희극인 박소영.
  - 대한민국의 아나운서 김혜지.
  - 대한민국의 야구 선수 황재균.
  - 스페인의 축구 선수 페드로 로드리게스 레데스마.
- 1988년
  - 대한민국의 야구 선수 윤기호 (한화 이글스).
  - 대한민국의 희극인 이조원.
  - 튀르키예의 방송인 알파고 시나씨.
- 1989년
  - 대한민국의 배우 조중휘.
  - 대한민국의 배우 권화운.
  - 대한민국의 골프 선수 양희영.
  - 스웨덴의 축구 선수 알빈 에크달.
- 1990년
  - 미국의 래퍼 겸 프로듀서 솔자 보이.
  - 일본의 축구 선수 와다 다쿠야.
- 1991년
  - 대한민국의 아나운서, 스포츠 캐스터 최지현.
  - 일본의 배우 아이자와 리나.
  - 대한민국의 축구 선수 최성근.
- 1992년
  - 대한민국의 전 가수, 디자이너 조가은.
  - 대한민국의 유튜버 윤유진.
- 1993년
  - 영국의 가수 셰어 로이드.
  - 잉글랜드의 축구 선수 해리 케인.
- 1994년
  - 대한민국의 가수 효정 (오마이걸).
  - 대한민국의 육상 선수 한두현.
- 1995년 - 영국의 가수 브래들리 심슨 (더 뱀프스).
- 1996년
  - 대한민국의 전 배우 이인성.
  - 미국의 농구 선수 이선 알바노.
- 1997년
  - 대한민국의 스타크래프트 프로게이머 조성주.
  - 일본의 야구 선수 사카모토 유야.
- 1998년
  - 미국의 골프 선수 넬리 코다.
  - 프랑스의 농구 선수 프랑크 닐리키나.
- 1999년
  - 미국의 래퍼 글로릴라.
  - 대한민국의 가수 채빈 (네이처).
- 2000년 - 잉글랜드의 축구 선수 에밀 스미스 로.
- 2002년
  - 대한민국의 축구 선수 이태석.
  - 일본의 축구 선수 나루오카 히카루.
- 2003년 - 대한민국의 배우 정택현.
- 2014년 - 대한민국의 유튜버 서은이야기.

## 사망
- 450년 - 동로마 제국의 황제 테오도시우스 2세. (401년~)
- 942년 - 중국 오대십국 시대 후진의 초대 황제 석경당. (892년~)
- 1057년 - 제153대의 교황 교황 빅토르 2세. (1018년~)
- 1540년 - 영국의 변호사 및 정치인, 재무 장관 제1대 에식스 백작 토머스 크롬웰. (1485년~)
- 1741년 - 이탈리아의 작곡가 안토니오 비발디. (1678년~)
- 1750년 - 독일의 작곡가 요한 제바스티안 바흐. (1685년~)
- 1818년 - 프랑스의 수학자 가스파르 몽주. (1746년~)
- 1844년 - 나폴레옹 보나파르트의 형 조제프 보나파르트. (1768년~)
- 2017년 - 대한민국의 성우 김병관. (1943년~)
- 2018년 - 대한민국의 언론인 현소환. (1937년~)
- 2020년 - 소련의 육상 선수 알렉산드르 악시닌. (1954년~)
- 2021년
  - 미국의 가수 더스티 힐. (1949년~)
  - 일본의 정치인 에다 사쓰키. (1941년~)
- 2023년 - 독일의 극작가 마르틴 발저. (1927년~)
- 2024년
  - 그리스의 왕자 그리스와 덴마크의 왕자 미하일. (1939년~)
  - 미국의 희극인 에리카 애시. (1977년~)
- 2025년
  - 독일의 바이애슬론 선수 라우라 달마이어. (1993년~)
  - 미국의 야구인 라인 샌드버그. (1959년~)

## 기념일
- 세계 간염의 날
- 독립기념일: 페루
- 광복절: 산마리노

## 같이 보기
- 전날: 7월 27일 다음날: 7월 29일 - 전달: 6월 28일 다음달: 8월 28일
- 음력: 7월 28일
- 모두 보기